# Merenre Nemtyemsaf I
Merenre Nemtyemsaf I (2283. pr. Kr. - 2278. pr. Kr.) bio je četvrti kralj Šeste egipatske dinastije. Njegovo nomen, teoforički zaziva Nemtyja, a nekoć se čitalo kao Antyemsaf, za što se danas zna da je nepravilno.
Dok se za Merenrea Nemtyemsafa I nekoć vjerovalo kako je bio služio kao kratkotrajni ko-regent svom ocu Pepiju I Meryreu prije nego što će zavladati sam, objavljivanje anala Kamen iz Južne Saqqare koje su 1995. napravili Vassil Dobrev i Michel Baud pokrazuje da je Merenre neposredno naslijedio vlast od oca bez interregnuma ili ko-regenstva. Teško oštećeni dokument je sačuvao bilješku posljednje godine Pepija I. - njegovog 25. popisa te je odmah nastavio bilježiti vladavinu Merenrea. Merenre je dijelio fascinaciju svog oca Nubijom i nastavio istraživati duboko u tu regiju. Nastavio je i proces kraljevske konsolidacije, imenovavši Wenija kao prvog guvernera Gornjeg Egipta i proširivši ovlasti drugih guvernera. Dok se nekoć smatralo kako je umro u mladosti, posljednja arheološka otkrića obaraju tu teoriju. Predmeti suvremenika pokazuju da mu je vladavina trajala duže od desetljeća. Njegova Godina 5. nakon popisa (Godina 10. ako je popis dvogodišnji) se našla u kamenolomskom Hatnubskom natpisu br. .6, prema Anthonyju Spalingeru. Kamen iz Južne Saqqare, napravljen za vrijeme vladavine Pepija II., pripisuje Merenreu minimalnu vladavinu od 11 do 13 godina. 

## Vanjske poveznice
- (engl.) The South Saqqara Stone: Sixth Dynasty Annals